# PowerPC 620
Il PowerPC 620 è un microprocessore a 64 bit progettato da IBM e basato sul set di istruzioni PowerPC e su un sotto-insieme del set di istruzioni POWER. Il processore, uscito nel 1994, fa parte della seconda generazione di processori PowerPC insieme ai processori PowerPC 601, 603 e 604. Il processore non venne mai utilizzato da Apple Computer (il maggiore acquirente di processori PowerPC dell'epoca) nei suoi computer.  Venne  però utilizzato nell serie PowerScale Multiprocessor server Escala della Bull (commercializzata anche da IBM col nome RS/6000). Il primo processore PowerPC a 64 bit ad alta diffusione fu il PowerPC 970 che Apple utilizzò nei suoi computer PowerPC G5.

## Architettura
Il processore era destinato a server e sistemi multiprocessore, difatti l'architettura a 64 bit in questi sistemi era la norma. Il processore può trattare fino a quattro istruzioni per ciclo di clock. Ha due unità di esecuzione degli interi, due unità di esecuzione in virgola mobile e due unità di gestione dei salti. Il processore integra 7 milioni di transistor, ma la frequenza di funzionamento era bassa, solo 133 MHz.

## Caratteristiche
- Presentazione: settembre 1994
- Tecnologia: 500 nanometri
- Transistor: 7 milioni
- Dimensione die: 311 mm²
- Frequenza: 133 MHz
- Voltaggio: 3,3 Volt
- Architettura: 64 bit
- Bus degli indirizzi: 40 bit
- Bus dei dati 128 bit (2 x 64 bit)
- Cache primo livello: 32 KB (dati) 32 KB (istruzioni)
- Cache secondo livello: fino a 128 MB
- Prestazioni: SPECint92: 225 / SPECfp92: 300